# 日本国憲法第78条
日本国憲法 第78条（にほんこく（にっぽんこく）けんぽうだい78じょう）は、日本国憲法の第6章にある条文であり、裁判官の身分保障について規定している。

## 条文
日本国憲法、e-Gov法令検索。

第七十八条裁判官は、裁判により、心身の故障のために職務を執ることができないと決定された場合を除いては、公の弾劾によらなければ罷免されない。裁判官の懲戒処分は、行政機関がこれを行ふことはできない。

## 沿革

### 大日本帝国憲法
東京法律研究会 p.12

第五十八條
裁判官ハ法律ニ定メタル資格ヲ具フル者ヲ以テ之ニ任ス
裁判官ハ刑法ノ宣告又ハ懲戒ノ處分ニ由ルノ外其ノ職ヲ免セラルヽコトナシ
懲戒ノ條規ハ法律ヲ以テ之ヲ定ム

### 憲法改正要綱
なし

### GHQ草案
「GHQ草案」、国立国会図書館「日本国憲法の誕生」。

#### 日本語
第七十条判事ハ公開ノ弾劾ニ依リテノミ罷免スルコトヲ得行政機関又ハ支部ニ依リ懲戒処分ニ附セラルルコト無カルヘシ

#### 英語
Article LXX.Removals of judges shall be accomplished by public impeachment only and no disciplinary action shall be administered them by any executive organ or agency.

### 憲法改正草案要綱
「憲法改正草案要綱」、国立国会図書館「日本国憲法の誕生」。

第七十四裁判官ハ裁判ニ依リ心神ノ耗弱又ハ身体ノ故障ノ為職務ヲ執ルコト能ハズト決定セラレタル場合ヲ除クノ外公開ノ弾劾ニ依ルニ非ザレバ罷免スルコトヲ得ズ裁判官ハ行政官庁ノ懲戒処分ヲ受クルコトナキコト

### 憲法改正草案
「憲法改正草案」、国立国会図書館「日本国憲法の誕生」。

第七十四条裁判官は、裁判により、心身の故障のために職務を執ることができないと決定された場合を除いては、公の弾劾によらなければ罷免されない。裁判官の懲戒処分は、行政機関がこれを行ふことはできない。

## 解説
司法権の独立を維持するための1つの骨子として日本国憲法は76条にて裁判官の独立を保障している。この規定を実現するための規定として、本条において裁判官に対しては一定の身分の保障が憲法上与えられている。
裁判官を罷免するためには、裁判所の判断として裁判官としての職務を執ることができないと認定された場合か、あるいは裁判官の弾劾の方法により弾劾が認められた場合にのみ認められることとし、政治的権力ないしは非公然の裁判所内部の指揮命令系統により罷免されることを封じている。
また、必ずしも罷免に至らない懲戒処分についても、裁判官に対して行政機関が行うことを認めず、司法府の行政府からの独立を保障している。